# Nicolas Bernier
Nicolas Bernier (Mantes-la-Jolie, 28 de junio de 1664 - París, 5 de septiembre de 1734) fue un músico y compositor francés.
Comenzó su carrera musical como niño cantor en la colegiata de su pueblo donde manifestó sus disposiciones musicales. Pronto viajó a Roma donde se perfeccionó con Antonio Caldara. De regreso a Francia en 1692, se instaló en París donde ejerció como profesor de clavecín; de 1694 a 1698, fue maestro de capilla en la Catedral de Chartres, pero abandonó el puesto para dirigir en París, la capilla musical de Saint-Germain-l’Auxerrois. En 1703 publicó su 1º Livre de motets à une, deux et troix voix y, al año siguiente, sucedió a M.A. Charpentier en la Santa Capilla, puesto que ocupó hasta 1726.
A los 48 años, en 1712, se casó con una de las hijas del célebre intérprete de viola Marin Marais. En 1723 sucedió a Delalande como vicemaestro de la Capilla de Versalles. Todo esto no le impidió publicar al lado de sus obras religiosas 8 libros de Cantatas.
Gozaba de una gran popularidad como profesor, teniendo entre sus alumnos a Felipe de Orleans, el futuro regente.

## Su obra

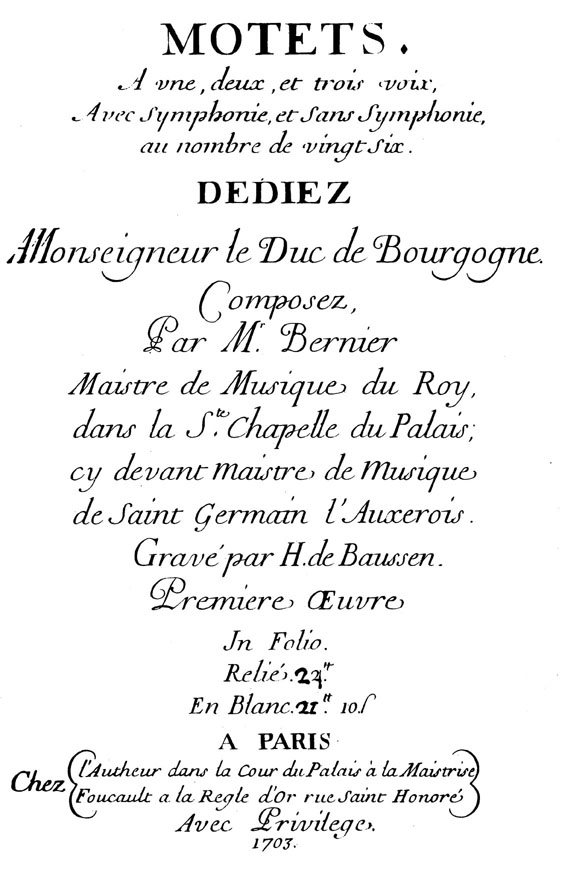
1º Livre de motets a 1, 2 et 3 voix (1703).

Su estilo es rico y expresivo, su escritura cuidada; maneja con acierto el estilo fugado, y su música siempre se adapta exactamente al texto. Sus cantatas profanas son las primeras que se publican en Francia.

### Música religiosa
- 1ºLivre de motets `a 1, 2 et 3 voix (1703)
- 2ºLivre de motets (1703)
- 3ºLivre de motets (1741), póstumo.
- Chants des offices de différents saints noveaux (1724)

### Música profana
- Libros 1-4 de Cantates profanes a 1 et 2 voix, entre 1703 y 1715.
- Cinquième livre de cantates (1715)
- Libros 6-8 de Cantates profanes, entre 1718 y 1723.